# Seidau

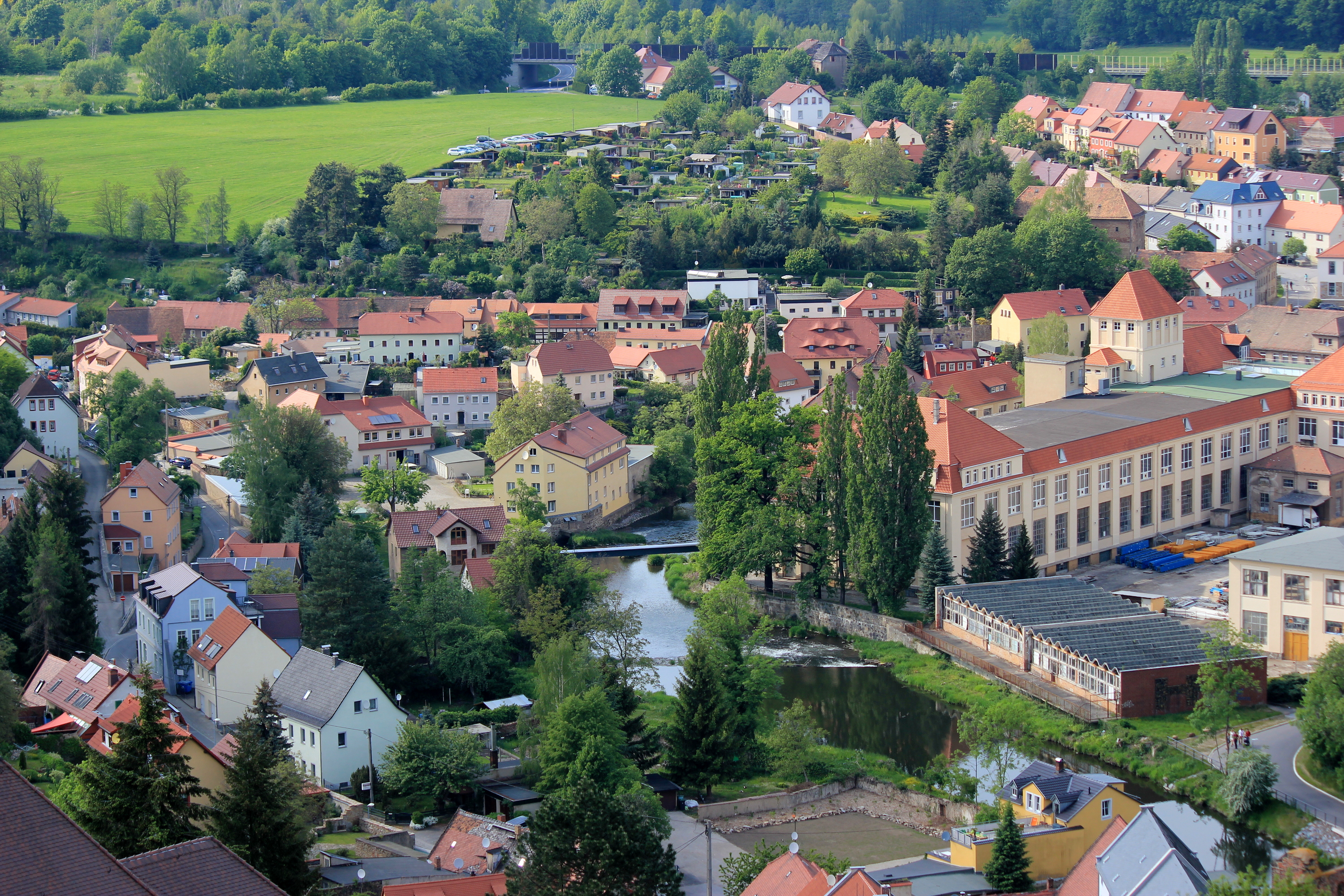
Blick über die Seidau

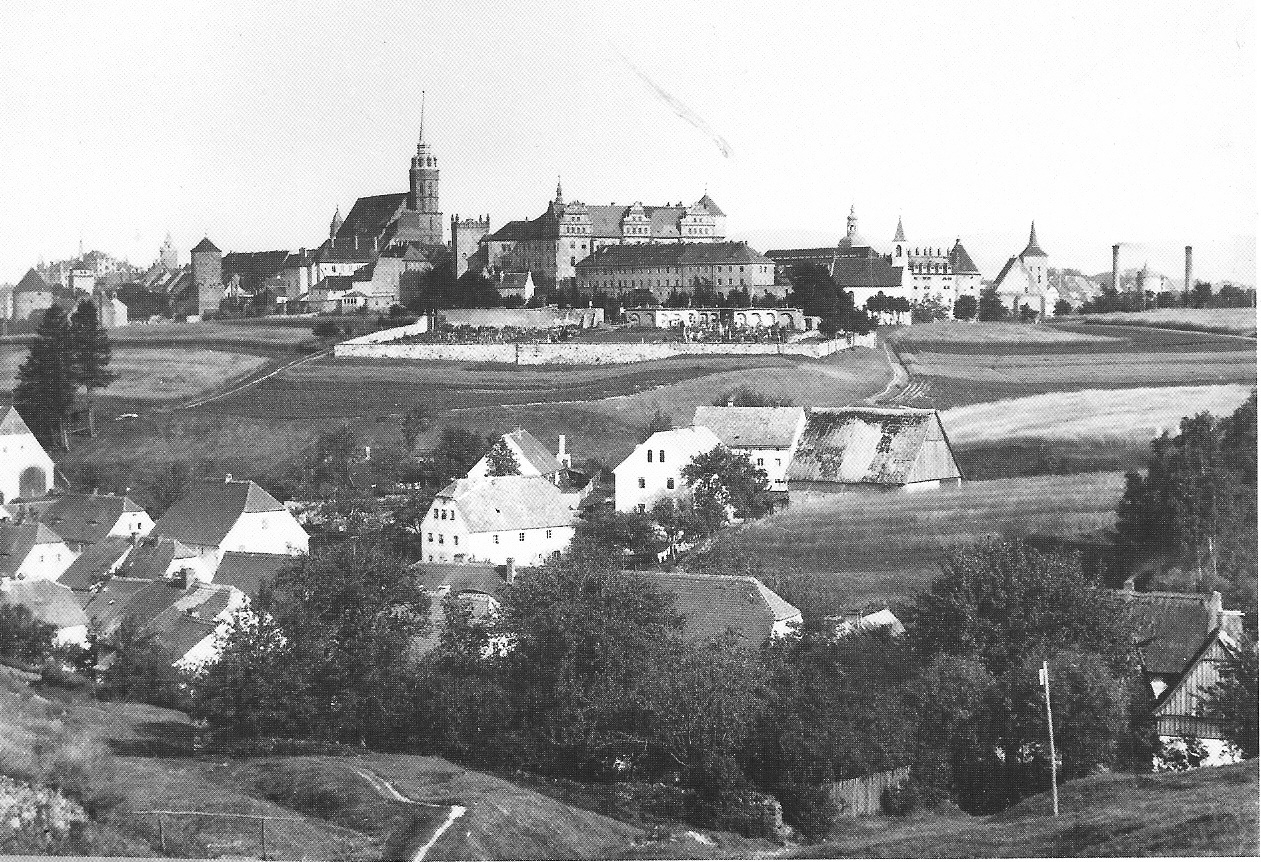
Ein Teil des Ortes im Vordergrund; die Bautzener Altstadt im Hintergrund.

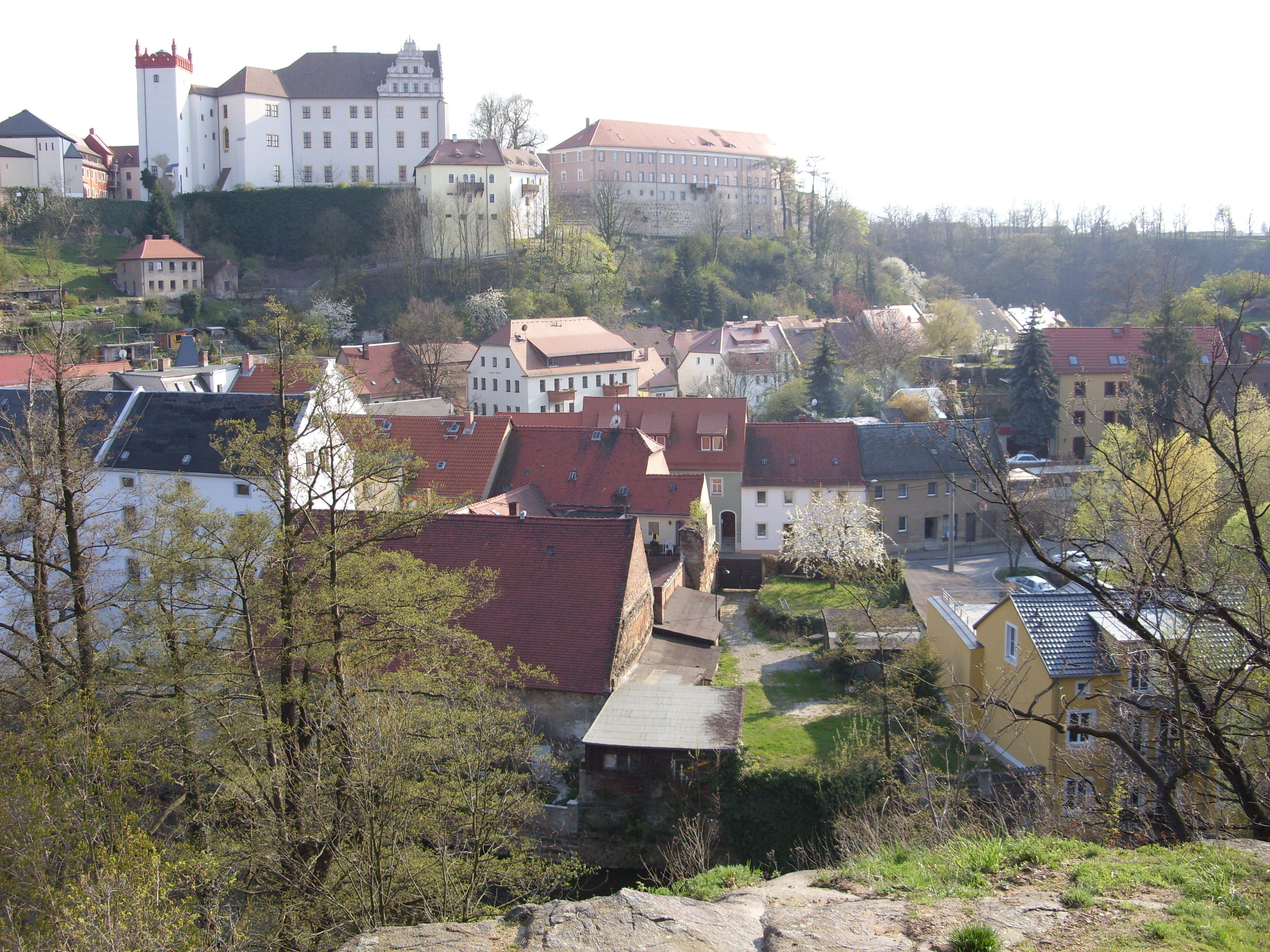
Die Ortenburg und das Suburbium Unterm Schloss

Seidau (auch die Seidau; obersorbisch Židowⓘ) war bis 1922 ein eigenständiger Ort im Spreetal bei Bautzen und gehört seitdem zum Stadtgebiet, heute größtenteils zum Stadtteil Westvorstadt.
Am westlichen Ende der Seidau liegt das ehemalige Einzelgut Schmole, nach dem noch heute der Schmoler Weg, eine Straße in der Westvorstadt, benannt ist.

## Geographie
Seidau liegt vorwiegend am linken Ufer der Spree und schließt direkt nördlich an die Bautzener Altstadt an. Das besiedelte Gebiet liegt größtenteils in den Tälern der Spree (entlang der heutigen Seidauer Straße und der Straße Unterm Schloss) und des Jordanbaches (entlang der Salzenforster Straße) auf etwa 170 m Höhe. Es wird begrenzt von der Anhöhe der Bautzener Altstadt im Süden, dem Protschenberg und Windmühlenberg im Westen und dem Steinberg im Nordosten. Im Süden endet die historische Seidau am ehemaligen Standort der Ratsmühle unterhalb der Mühlbastei. Durch die Lage im Spreetal gehört die Seidau zu den wenigen Stadtteilen Bautzens, die hochwassergefährdet sind.
Zur ehemaligen Gemeinde Seidau gehörten folgende Straßenzüge: Seidauer Straße (bis 1922: Hauptstraße), Frankfurt, Oberweg, Salzenforster Straße, Schmole, Steinberg, Teichnitzer Straße, Unterm Schloß, Veilchenberg und Welkaer Straße.

## Geschichte

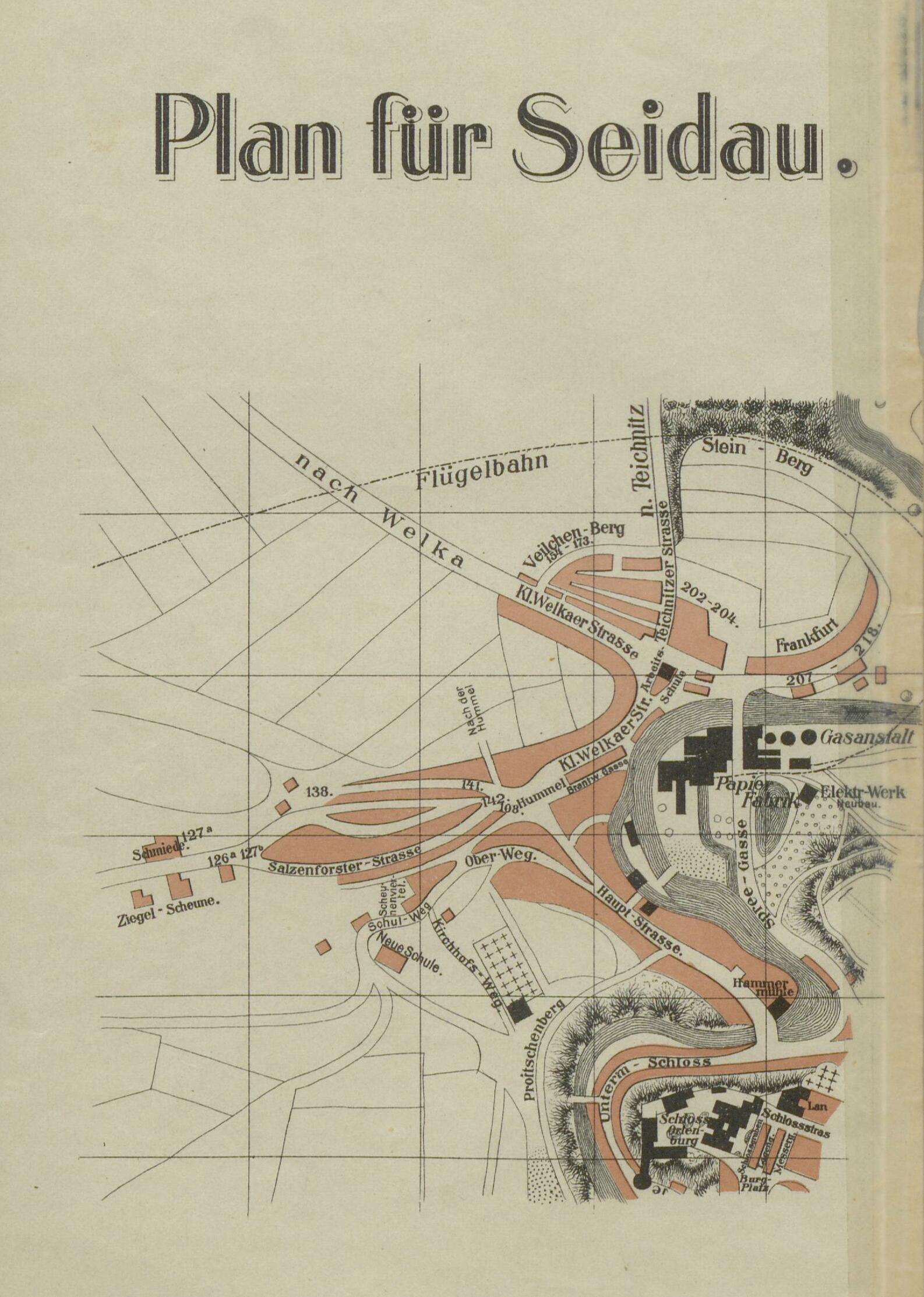
Plan Seidaus, veröffentlicht 1906

Der Ort wurde erstmals 1359 als Sydaw erwähnt. Im 16. Jahrhundert gehörte der südliche Teil (die Häuser unterm Schloss) nach dem Oberlausitzer Pönfall als natürliches Suburbium zum Burglehn der Ortenburg. Auch das weiter nördlich gelegene Dorf Seidau zählte um 1550 zum Burglehn und wurde von der Landvogtei verwaltet. Außerdem waren einige Grundstücke am Nordhang des Burgberges im Besitz des Domstiftes. Es galten also drei verschiedene Rechtsprechungen im Ort, was sich für die Bewohner vor allem in Bezug auf die Brau-, Schlacht- und Brennrechte bemerkbar machte. Erst 1839 wurden der landvogteiliche, der landeshauptmannschaftliche und der domstiftliche Teil der Seidau zu einer Gemeinde zusammengefasst. Schon damals wurden Stimmen laut, die angesichts ihrer geographischen Lage die Eingemeindung der Seidau nach Bautzen verlangten. Dies lehnte der Stadtrat jedoch 1842 ab.
Bis 1804 befand sich der Schießplatz der Stadt auf einem Felsplateau oberhalb der östlichen Seidau, welches noch heute Schützenplatz heißt. Nach wiederholten Beschwerden der Seidauer Bürger über die Bedrohung durch Querschläger und den Lärm wurde der Übungsplatz in den Süden des Stadtgebietes verlegt.
Im August 1866 bricht in der Seidau sowie Unterm Schloss die Cholera aus. Die bis in den September andauernde Epidemie fordert zahlreiche Opfer. 1867 ersuchte der Seidauer Gemeinderat erneut um Eingemeindung, was vom Bautzener Stadtrat 1870 wiederum abgelehnt wurde. Im Zuge der Industrialisierung und des Platzmangels in der Stadt änderte der Stadtrat Anfang des 20. Jahrhunderts jedoch seine Meinung und verfolgte die Eingemeindung der Seidau. Nach zähen Verhandlungen wurde der Ort im November 1922 schließlich durch Beschluss der Kreishauptmannschaft eingemeindet. Die Gemeinde war zu diesem Zeitpunkt beinahe bankrott.
Laut amtlicher Volkszählung von 1875 waren damals 1732 von insgesamt 2727 Einwohnern Sorben (63,5 %). Damit war die Seidau der größte mehrheitlich sorbisch bewohnte Ort im Königreich Sachsen. 1910 lebten hier bereits knapp 3500 Einwohner. 1904 war am Protschenberg eine neue Schule, die heutige Fichteschule, erbaut worden, da es in der bisherigen Seidauer Schule am Oberweg an Platz mangelte.
Im Zuge der Schlacht um Bautzen wurde der Stadtteil am 21. April 1945 von den Verteidigern in Brand gesteckt, um den sowjetischen Truppen das weitere Vorrücken auf die Ortenburg und den Schützenplatz zu erschweren.

### Ortsname
Während Arnošt Muka den Ortsnamen vom sorbischen Wort žid für „Jude“ oder auch von žida für „Seide“ ableitet, was ohne historische Grundlage geschieht, gehen Ernst Eichler und Hans Walther vom altslawischen Ursprung žid für „flüssig“ aus (vgl. obersorbisch židki; russisch žiža = „Schlamm“) und beziehen den Namen auf die Lage des Ortes in der sumpfigen Talaue der Spree an der Einmündung des Jordanbaches. Auf das Sorbische geht auch die heute etwas antiquiert anmutende sprachliche Besonderheit zurück, wonach man hier „na Židowje“, also „auf der Seidau“, wohnte.

## Religion

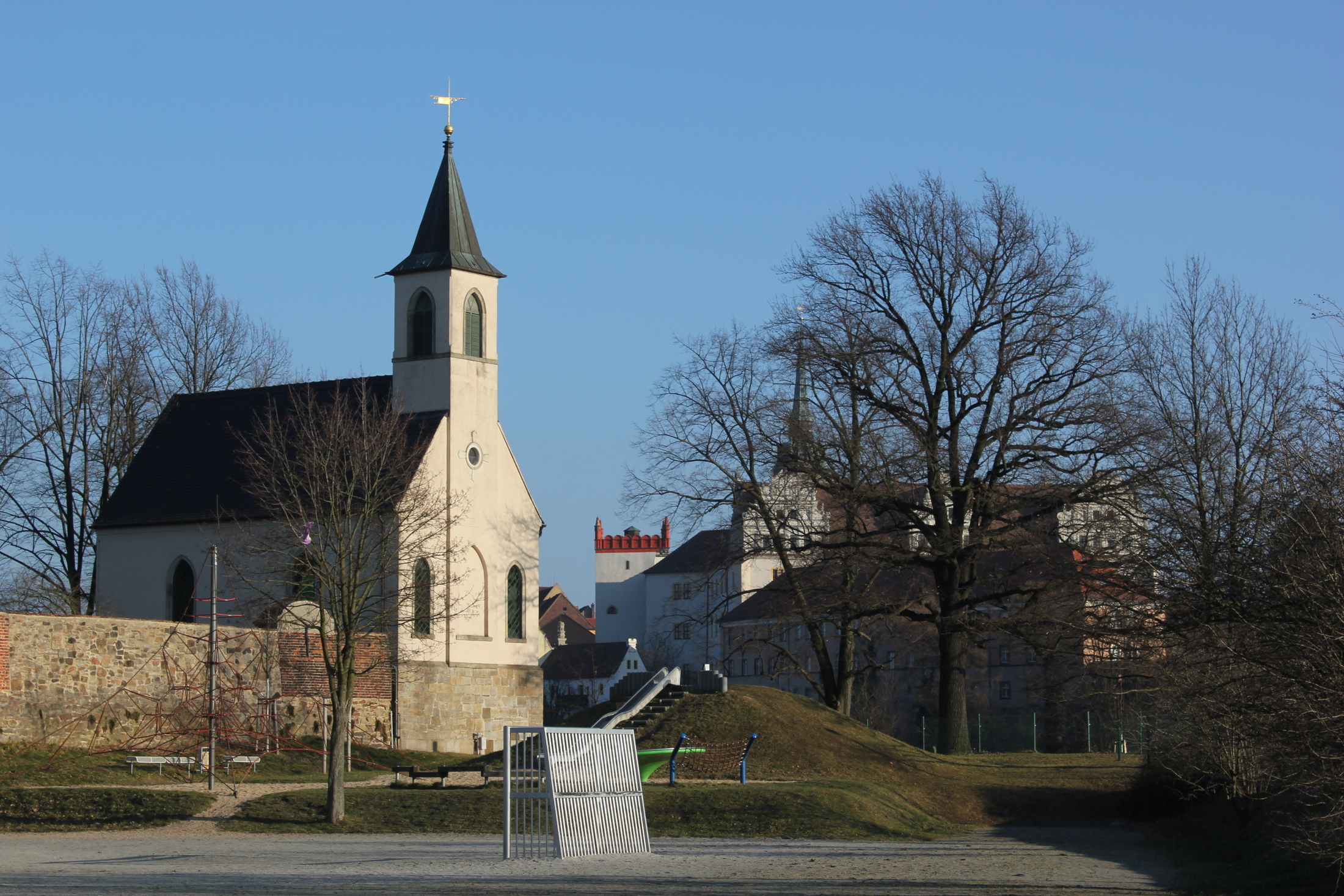
Die Friedhofskapelle auf dem Protschenberg

Im 19. Jahrhundert unterhielt die Herrnhuter Brüdergemeine in der damals zu drei Vierteln sorbisch bewohnten Seidau ihre einzige Sozietät auf dem heutigen Stadtgebiet, da der Stadtrat von Bautzen die Einrichtung von religiösen Konkurrenten zur evangelischen Kirche innerhalb der Stadt nicht zuließ, die Gemeinde Seidau sie jedoch erlaubte.
Der 1789 von der Gemeinde Seidau angelegte Friedhof auf dem Pro(i)tschenberg war seinerzeit die erste kommunale Begräbnisstätte im Bautzener Umland. Er untersteht heute im Gegensatz zu den kirchlichen Friedhöfen der Städtischen Friedhofsverwaltung.

## Verkehr

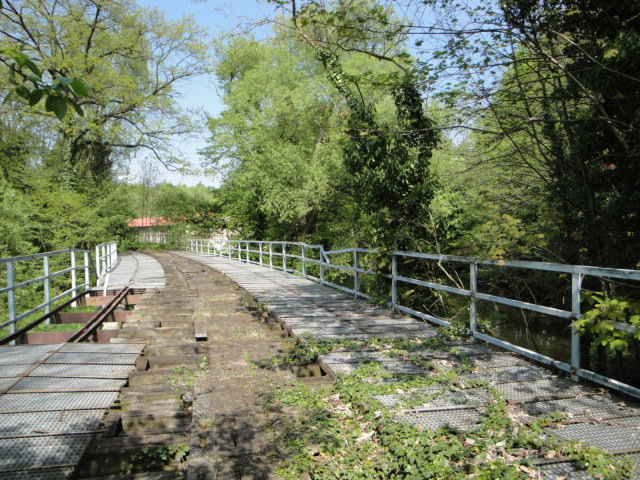
Brücke der ehemaligen Spreetalbahn

Die Seidauer Straße bildet heutzutage die kürzeste Verbindung zwischen der Bautzener Innenstadt und der Anschlussstelle Bautzen-West zur A 4, ist jedoch stellenweise sehr schmal und unübersichtlich. Nach Beschwerden von Anwohnern über die Lärmbelästigung wurde „die Seidau“ im Jahr 2007 für den Durchgangsverkehr gesperrt.
Auf dem höchsten Punkt der heute stillgelegten Bahnstrecke Bautzen–Hoyerswerda zweigte an der bis 1965 genutzten Haltestelle Seidau von 1893 bis 1994 die sogenannte Spreetalbahn ab. Gleichzeitig gab es hier eine Verladerampe, von der eine Feldbahn etwa bis 1960 zu einem nahegelegenen Granitsteinbruch führte. Dieser wurde später verfüllt.

## Persönlichkeiten
- Andreas Nitsche (Handrij Nyča; 1731–1795), sorbischer Reisender und Gelehrter, sächsischer Hofrat, geboren in der Seidau
- Jan Arnošt Smoler (1816–1884), sorbischer Philologe, Schriftsteller und Verleger, wohnte 20 Jahre in der Seidauer Straße 40
- Carl Ernst Becker (1822–1902), sorbischer Lehrer, Autor und Übersetzer, geboren in der Seidau
- Jan Radyserb-Wjela (1822–1907), sorbischer Dichter und Schriftsteller, geboren in der Seidau
- Marko Smoler (1857–1941), sorbischer Verleger und Redakteur der Serbske Nowiny, geboren in der Seidau
- Agnes Stavenhagen (1860–1945), Sopranistin und Kammersängerin, in der Seidau gestorben
- Karl August Räde (1864–1946), Gärtner, Landschaftsarchitekt und Dendrologe in Budapest, in der Seidau aufgewachsen
- Wilhelm Buck (1869–1945), sächsischer Politiker (SPD) sorbischer Herkunft, Ministerpräsident 1920–23, geboren in der Seidau
- Hans Steglich (1892–1945), Kulturwissenschaftler und Volkskundler, geboren in der Seidau
- Pawoł Nowotny (1912–2010), sorbischer Literaturhistoriker und Volkskundler, geboren in der Seidau